# 活締

將鋼支插入魚腦使其霎時腦死

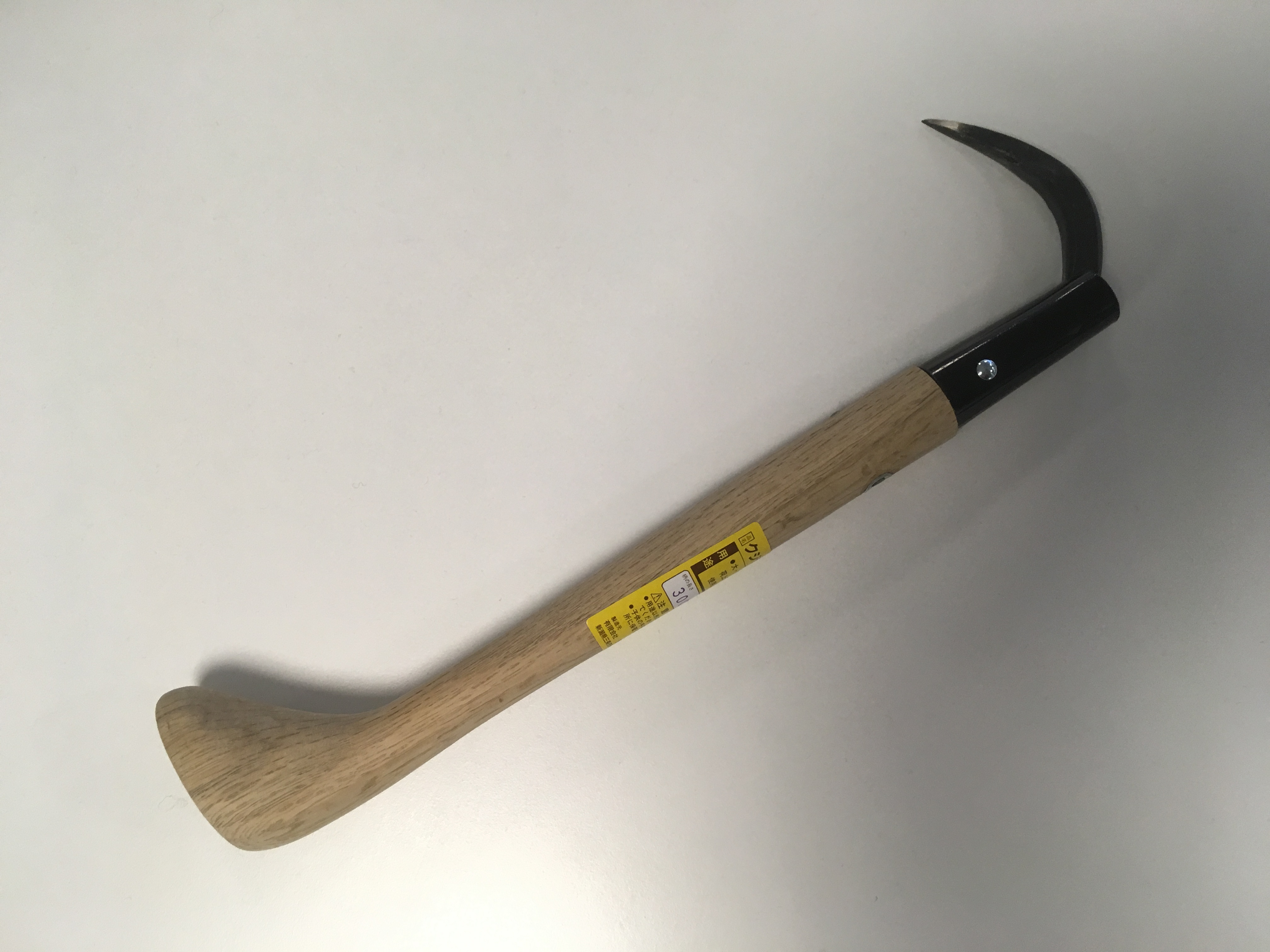
手鉤，用於活締的傳統工具

活締（日语： Ikejime /  Ikijime），或稱神經血締，是源自日本的魚類屠宰技術，時至今日已經廣傳至世界各地，其好處是可以令肉質提鮮和去除腥味。此技術被譽為最人道的屠宰方式，亦有助防止魚類因為受驚而消耗三磷酸腺苷（ATP），導致在魚肉中乳酸和氨的積聚，可以令魚肉保鮮得更久，甚至可以進行類似牛肉的熟成過程，令到味道更加豐富。

## 處理方法
活締的處理方法主要分為三步。首先是要以尖銳的鋼支從魚頭正面插入位於魚眼後方的魚腦，令到魚霎時腦死。處理正確的話，魚嘴會張開，肌肉會繼續不自主地跳動。下一個步驟是要放血，打開魚鰓，每邊下一刀，切斷心臟旁邊的動脈，然後將整條魚浸在冰水中。十分鐘後可以處理最後的步驟，就是要從剛才用鋼支插入魚頭的洞中，再用鋼絲沿著脊椎將所有神經切斷。完成後，整條魚會呈現放鬆狀態。

## 商業應用
活締被廣泛使用於鮪魚和油甘魚等高價格產業，魚獲會被賣到米芝蓮星級餐廳或其他高級魚生餐廳。由於需要逐條魚處理，而且處理需時，所以未被其他大型作業者如拖網捕魚的漁民所使用。

## 外部連結
- ことばの話3305「死にたてのエビと死にかけのエビ」 （页面存档备份，存于） 道浦俊彦の平成ことば事情（讀賣電視台）
- Smart,Alastair Fish Welfare at Harvest: Killing Me Softly[永久] （英文）（DOCファイル）
- Humane Killing of Live Seafood （页面存档备份，存于） Western Australia Department of Fisheries. （英文）
- Preparing fish FISH.govt.au.
- 联合国粮食及农业组织: Care of the catch （页面存档备份，存于） （英文）
- Comparison of Common Slaughter Methods for Farmed Finfish Seafood innovations. （英文）